# Монстри на канікулах 3
«Монстри на канікулах 3» (англ. Hotel Transylvania 3: Summer Vacation) — американський комедійний анімаційний мультфільм, створений студією Sony Pictures Animation та виданий Sony Pictures Releasing у 2018 році. Фільм режисера Геннді Тартаковського, написаний Тартаковським та Майклом МакКуллерсом, це третій фільм із серії Монстри на канікулах. Фільм озвучували Адам Сендлер, Енді Семберґ,Селена Ґомес, Кевін Джеймс, Девід Спад, Стів Бушемі, Кіґан-Майкл Кей, Моллі Шенон, Френ Дрешер та Мел Брукс, а також нові доповнення до акторського складу, Кетрин Ган та Джим Ґеффіґан.
Прем'єра мультфільму Монстри на канікулах 3 відбулась на Міжнародному анімаційному кінофестивалі в Аннесі 13 червня 2018 року. В Україні прем'єрний показ фільму відбулася 12 липня 2018 року.